# Acanthurus olivaceus
Chirurgien à épaulettes, Chirurgien olive
Espèce
Statut de conservation UICN

 LC  : Préoccupation mineure
Acanthurus olivaceus, ou communément nommé Chirurgien à épaulettes ou encore Chirurgien olive, est une espèce de poissons de la famille des Acanthuridae, soit les poissons-chirurgiens. Il est présent dans les eaux tropicales de la zone Indo-ouest Pacifique. Sa taille maximale est de 35 cm.
Les mâles développent avec l'âge une bosse frontale et les nageoires disposent de longs filaments. La taille de la nageoire caudale est d'environ 1/3 de la longueur totale.